# Brännholmstjärnarna (Ockelbo socken, Gästrikland, 675593-152286)
Brännholmstjärnarna är en sjö i Ockelbo kommun i Gästrikland och ingår i Gavleåns huvudavrinningsområde.